# 尤爾·羅德里格斯·奥特里諾
尤爾·羅德里格斯·奥特里諾（西班牙語：Yoel Rodríguez Oterino；1988年8月28日—）是一位西班牙足球運動員。在場上的位置是守門員。現效力於西乙球隊埃瓦爾。